# Serie A 1912 (pallapugno)
La Serie A di pallapugno 1912 è stata il primo campionato italiano di pallapugno. Si è svolta dal 23 giugno 1912 al 25 giugno 1912 e la vittoria finale è andata per la prima volta alla squadra di Mondovì, capitanata da Riccardo Fuseri, al suo primo scudetto.

## Regolamento
Secondo i documenti reperibili le squadre iscritte disputarono quattro incontri di qualificazione, le semifinali e la finale. Tutti gli incontri si svolsero allo Stadium 1911 di Torino.

## Squadre partecipanti
Parteciparono al torneo quattro società sportive italiane, tre provenienti dal Piemonte e una in rappresentanza della regione Liguria.
- Alba
- Ceva
- Mondovì
- Liguria

## Formazioni
| Squadra | Battitore       | Spalla             | Terzini                                        |
| ------- | --------------- | ------------------ | ---------------------------------------------- |
| Alba    | Francesco Borda | Teobaldo Cigliutti | Stanislao Rossi, Bartolomeo Manfredi, Feroglio |
| Ceva    | Vincenzo Ferro  | Francesco Delpiano | Alfredo Ghirardi, Cornero                      |
| Mondovì | Michele Revello | Riccardo Fuseri    | Michele Mongardi, Carlo Bertalli               |
| Liguria | Mimo Laura      | Pipetto Rembado    | Ernesto Morié, Santino Molle                   |

## Torneo

### Qualificazioni

#### Risultati
| 23-24 giu. | Mondovì - Ceva    | 7 - 2 |
| 23-24 giu. | Alba - Liguria    | 7 - 2 |
| 23-24 giu. | Ceva - Alba       | 7 - 4 |
| 23-24 giu. | Liguria - Mondovì | 7 - 6 |

#### Classifica
| Pos. | Squadra | P | G | V | P | GV | GP | DG |
| 1    | Mondovì | 1 | 2 | 1 | 1 | 13 | 9  | +4 |
| 2    | Alba    | 1 | 2 | 1 | 1 | 11 | 9  | +2 |
| 3    | Ceva    | 1 | 2 | 1 | 1 | 9  | 11 | -2 |
| 4    | Liguria | 1 | 2 | 1 | 1 | 9  | 13 | -4 |

### Torneo ad eliminazione diretta
Le semifinali e la finale si svolsero tra il 24 e il 25 giugno 1912.
|  | Semifinali | Semifinali | Semifinali |      |   | Finale  | Finale | Finale |  |
|  |            |            |            |      |   |         |        |        |  |
|  | 1          | Mondovì    | 7          |      |   |         |        |        |  |
|  | 1          | Mondovì    | 7          |      |   |         |        |        |  |
|  | 2          | Alba       | 2          |      |   |         |        |        |  |
|  | 2          | Alba       | 2          |      | 1 | Mondovì | 9      |        |  |
|  |            |            |            |      | 1 | Mondovì | 9      |        |  |
|  |            |            | 3          | Ceva | 4 |         |        |        |  |
|  | 3          | Ceva       | 3          | Ceva | 4 | 7       |        |        |  |
|  | 3          | Ceva       |            |      |   |         |        |        |  |
|  | 4          | Liguria    | 1          |      |   |         |        |        |  |

## Verdetti
- Mondovì Campione d'Italia 1912